# Играње игара
Играње игара је у трансакционој анализи Берна, принудна, ирационална, несвесна, активност која укључује низ сукцесивних, комплементарних трансакција које воде скривеној „добити”. Играње игара представља драматизовану демонстрацију неке важне тезе животне филозофије играча, који у своју игру увлачи макар још једног саиграча. Сама „добит” од игре је двосмислена, противречна, јер потврда сопствене животне филозофије, задовољење потреба, секундарна добит итд. у игри може значити истовремено и пораз, губитак.